# Nicolas-Alexandre de Ségur
Pour les autres membres de la famille, voir Famille de Ségur.

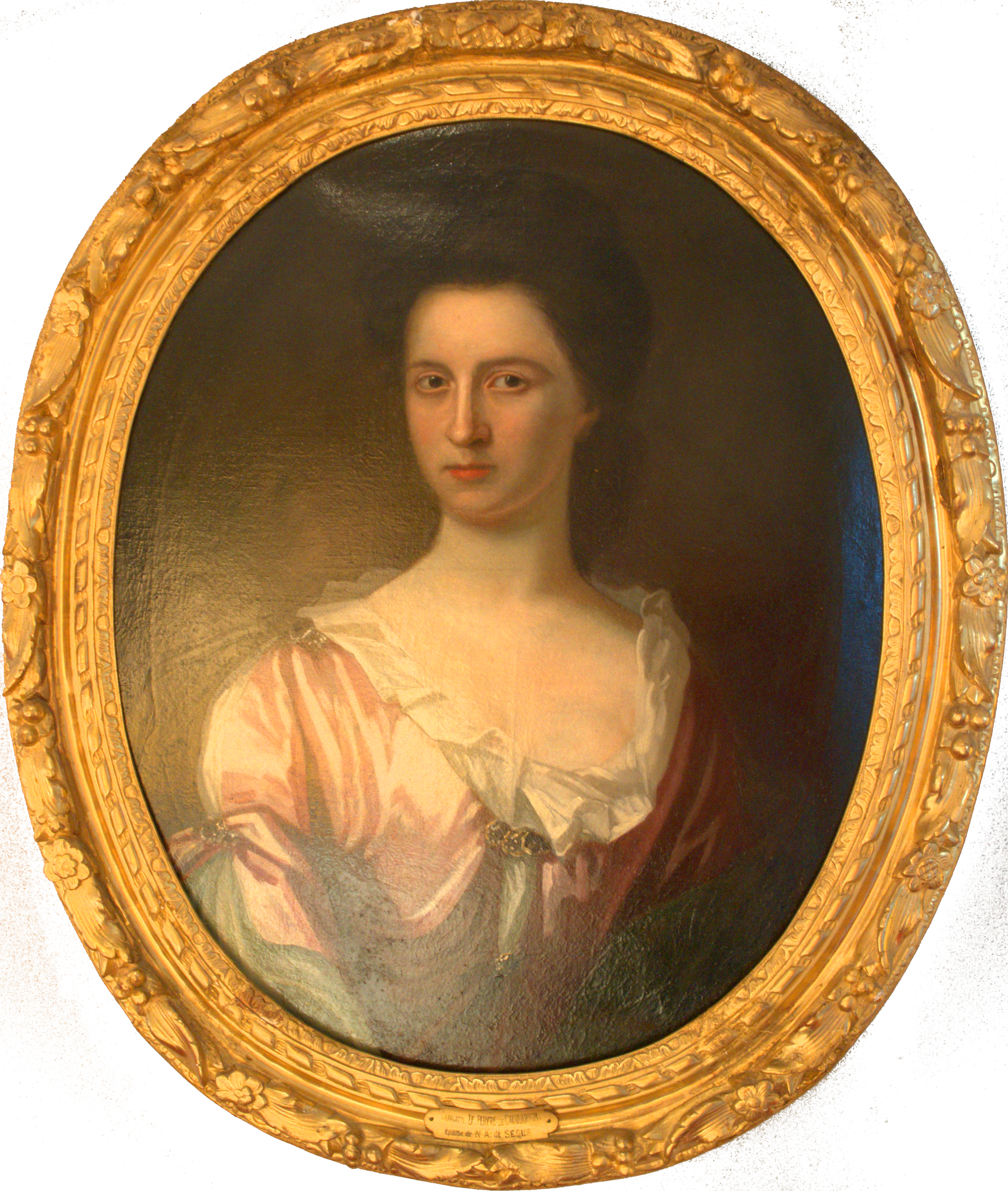
Charlotte Emilie Le Fèbvre de Caumartin, épouse de Nicolas Alexandre de Ségur

Nicolas-Alexandre, marquis de Ségur, né le 20 octobre 1697 à Bordeaux et mort le 24 mars 1755 à Paris, est un président du parlement de Bordeaux et un propriétaire de grands domaines viticoles bordelais comme notamment Château Latour, Château Lafite, Château Mouton, et Château Calon-Ségur lui valant le surnom de Prince des vignes donné par Louis XV.

## Biographie
Fils d'Alexandre de Ségur de Francs et de Marie-Thérèse de Clausel, Nicolas-Alexandre de Ségur hérite du Château Latour par sa grand-mère maternelle. En 1716, son père acquiert le Château Lafite dont hérite son fils l'année suivante à la mort de celui-ci. En 1718, Nicolas-Alexandre achète les prestigieux château Mouton et château Calon-Ségur. Il possédera également un temps le château Pontet-Canet.
Sous son influence, le Château Lafite connaît un essor et un prestige grandissant, notamment en Grande-Bretagne. Le duc de Richelieu, Louis-François-Armand de Vignerot du Plessis, introduisit les vins du marquis de Ségur à la cour de Louis XV qui lui prêta alors le surnom de Prince des vignes[réf. nécessaire]. On accorde à Nicolas-Alexandre de Ségur d'avoir tracé la séparation des vignobles de Latour et Mouton-Rothschild distinguant le style spécifique des vins de chaque domaine.
Il fut également le président du Parlement de Bordeaux.
À sa mort en 1755, les différents domaines sont vendus, cependant le Château Latour restera dans la famille de Ségur jusqu'en 1963.
Il était propriétaire de l'hôtel de Valentinois (Passy).

### Famille
Nicolas-Alexandre de Ségur épouse en juin 1721 Charlotte Émilie Le Fèvre de Caumartin, fille de Louis François II Le Fèvre de Caumartin, intendant du Commerce, dont il eut quatre filles :
- Marie Thérese qui épousera Alexandre de Ségur
- Charlotte Emilie de Ségur, qui épousera le comte Emmanuel Louis de Coëtlogon
- Angélique
- Marie Antoinette Victoire, qui épousera Nicolas Thomas Hue de Miromesnil